# Marjorie Blackwood
Marjorie Blackwood (née le 1er mai 1957) est une joueuse de tennis canadienne, professionnelle dans les années 1980.
Elle a remporté trois tournois WTA en double dames pendant sa carrière, tous acquis aux côtés de l'Australienne Susan Leo.

## Palmarès

### Titre en simple dames
Aucun

### Finale en simple dames
Aucune

### Titres en double dames
| No | Date       | Nom et lieu du tournoi                          | Catégorie | Dotation | Surface         | Partenaire    | Finalistes                          | Score         |          |
| -- | ---------- | ----------------------------------------------- | --------- | -------- | --------------- | ------------- | ----------------------------------- | ------------- | -------- |
| 1  | 01/01/1979 | Avon Futures of Austin Austin                   | Futures   | 25 000 $ | NC              | Paula Smith   | Betty-Ann Stuart Valerie Ziegenfuss | 6-2, 6-4      | Parcours |
| 2  | 05/02/1979 | Avon Futures of Montreal Montréal               | Futures   | 25 000 $ | Dur (int.)      | Kym Ruddell   | Raquel Giscafré Jane Stratton       | 6-4, 3-6, 6-4 | Parcours |
| 3  | 04/02/1980 | Avon Futures of Calgary Calgary                 | Futures   | 25 000 $ | Dur (int.)      | Pam Whytcross | Leslie Allen Dianne Morrison        | 7-5, 5-7, 6-4 | Parcours |
| 4  | 11/02/1980 | Avon Futures of Toronto Toronto                 | Futures   | 25 000 $ | Dur (int.)      | Pam Whytcross | Lea Antonoplis Kim Jones            | 3-6, 7-6, 6-3 | Parcours |
| 5  | 02/04/1980 | Avon Futures Championships Edmond               | Futures   | 50 000 $ | Terre (ext.)    | Pam Whytcross | Lindsay Morse Candy Reynolds        | 7-5, 7-6      | Parcours |
| 6  | 12/01/1981 | Avon Futures of Toronto Toronto                 | Futures   | 30 000 $ | Dur (int.)      | Susan Leo     | Claudia Kohde-Kilsch Eva Pfaff      | 5-7, 7-6, 7-6 | Parcours |
| 7  | 04/01/1982 | Avon Futures of Fort Myers Fort Myers           | Futures   | 40 000 $ | Dur (int.)      | Susan Leo     | Pat Medrado Cláudia Monteiro        | 2-6, 6-1, 6-2 | Parcours |
| 8  | 18/01/1982 | Avon Futures of Canada Montréal                 | Futures   | 40 000 $ | Dur (int.)      | Susan Leo     | Diane Desfor Barbara Jordan         | 6-2, 6-4      | Parcours |
| 9  | 25/01/1982 | Avon Futures of Western Pennsylvania Pittsburgh | Futures   | 40 000 $ | Moquette (int.) | Susan Leo     | Brenda Remilton Sue Saliba          | 6-0, 6-3      | Parcours |

### Finales en double dames
| No | Date       | Nom et lieu du tournoi                 | Catégorie | Dotation | Surface         | Vainqueures                           | Partenaire  | Score         |          |
| -- | ---------- | -------------------------------------- | --------- | -------- | --------------- | ------------------------------------- | ----------- | ------------- | -------- |
| 1  | 12/02/1979 | Avon Futures of Columbus Columbus (OH) | Futures   | 25 000 $ | Dur (int.)      | Bunny Bruning Yvonne Vermaak          | Kym Ruddell | 7-6, 6-4      | Parcours |
| 2  | 05/03/1979 | Avon Futures of Fort Myers Fort Myers  | Futures   | 25 000 $ | Terre (ext.)    | Diane Desfor Barbara Hallquist        | Kym Ruddell | 6-4, 6-4      | Parcours |
| 3  | 13/03/1979 | Avon Futures Championships Orlando     | Futures   | 35 000 $ | Dur (ext.)      | Sherry Acker Mary Carillo             | Kym Ruddell | 7-6, 2-6, 7-6 | Parcours |
| 4  | 16/02/1981 | Avon Futures of Nashville Nashville    | Futures   | 30 000 $ | Moquette (int.) | Marcella Mesker Christiane Jolissaint | Susan Leo   | 6-3, 6-3      | Parcours |

## Parcours en Grand Chelem

### En simple dames
| Année | Open d'Australie (janvier) | Open d'Australie (janvier) | Internationaux de France | Internationaux de France | Wimbledon       | Wimbledon        | US Open         | US Open        | Open d'Australie (décembre) | Open d'Australie (décembre) |
| ----- | -------------------------- | -------------------------- | ------------------------ | ------------------------ | --------------- | ---------------- | --------------- | -------------- | --------------------------- | --------------------------- |
| 1978  | n/a                        | n/a                        | 1er tour (1/32)          | Virginia Ruzici          | 2e tour (1/32)  | Brigitte Cuypers | 1er tour (1/64) | Joanne Russell | -                           | -                           |
| 1979  | n/a                        | n/a                        | -                        | -                        | 2e tour (1/32)  | Dianne Fromholtz | -               | -              | -                           | -                           |
| 1980  | n/a                        | n/a                        | -                        | -                        | 2e tour (1/32)  | Greer Stevens    | -               | -              | -                           | -                           |
| 1981  | n/a                        | n/a                        | -                        | -                        | 1er tour (1/64) | Sue Barker       | 2e tour (1/32)  | Joanne Russell | 3e tour (1/8)               | Tracy Austin                |
| 1982  | n/a                        | n/a                        | -                        | -                        | 3e tour (1/16)  | Bettina Bunge    | -               | -              | -                           | -                           |

À droite du résultat, l’ultime adversaire.

### En double dames
| Année | Open d'Australie (janvier) | Open d'Australie (janvier) | Internationaux de France    | Internationaux de France  | Wimbledon                     | Wimbledon                   | US Open                     | US Open                | Open d'Australie (décembre) | Open d'Australie (décembre) |
| ----- | -------------------------- | -------------------------- | --------------------------- | ------------------------- | ----------------------------- | --------------------------- | --------------------------- | ---------------------- | --------------------------- | --------------------------- |
| 1978  | n/a                        | n/a                        | 2e tour (1/8) P. Teeguarden | D. Marzano Paula Smith    | 1er tour (1/32) P. Teeguarden | C. Reynolds Helle Sparre    | 3e tour (1/8) Jackie Fayter | B. J. King Navrátilová | -                           | -                           |
| 1979  | n/a                        | n/a                        | -                           | -                         | 1er tour (1/32) Kym Ruddell   | Leslie Allen Rayni Fox      | -                           | -                      | -                           | -                           |
| 1980  | n/a                        | n/a                        | 1/4 de finale Pam Whytcross | Mima Jaušovec Betty Stöve | 3e tour (1/8) Pam Whytcross   | Greer Stevens Virginia Wade | -                           | -                      | -                           | -                           |
| 1981  | n/a                        | n/a                        | -                           | -                         | 1/4 de finale Susan Leo       | R. Fairbank Tanya Harford   | 1er tour (1/32) Susan Leo   | F. Hutnick R. Richards | 1er tour (1/16) Susan Leo   | Navrátilová Pam Shriver     |
| 1982  | n/a                        | n/a                        | -                           | -                         | 1/4 de finale Susan Leo       | Bettina Bunge Kohde-Kilsch  | -                           | -                      | -                           | -                           |

Sous le résultat, la partenaire ; à droite, l’ultime équipe adverse.

### En double mixte
N'a jamais participé à un tableau final.

## Parcours en Coupe de la Fédération
| #                                                                       | Date       | Lieu         | Surface         | Gagnante(s)                         | Perdante(s)                     | Score         |          |
|                                                                         |            |              |                 |                                     |                                 |               |          |
| 1976 - 2e tour (groupe mondial) - Canada - Suisse - 1 : 2               |            |              |                 |                                     |                                 |               |          |
| 1                                                                       | 22/08/1976 | Philadelphie | Moquette (int.) | Petra Delhees Monica Simmen         | Marjorie Blackwood Susan Stone  | 5-7, 6-2, 7-6 | Parcours |
|                                                                         |            |              |                 |                                     |                                 |               |          |
| 1977 - 1er tour (groupe mondial) - Irlande - Canada - 0 : 3             |            |              |                 |                                     |                                 |               |          |
| 2                                                                       | 13/06/1977 | Eastbourne   | Herbe (ext.)    | Marjorie Blackwood                  | Helen Lennon                    | 6-1, 6-0      | Parcours |
| 2                                                                       | 13/06/1977 | Eastbourne   | Herbe (ext.)    | Marjorie Blackwood Lisette Senn     | Margaret Burns Helen Lennon     | 6-2, 6-0      | Parcours |
|                                                                         |            |              |                 |                                     |                                 |               |          |
| 1977 - 2e tour (groupe mondial) - Canada - Allemagne de l'Ouest - 0 : 3 |            |              |                 |                                     |                                 |               |          |
| 3                                                                       | 13/06/1977 | Eastbourne   | Herbe (ext.)    | Helga Masthoff                      | Marjorie Blackwood              | 3-6, 6-2, 6-2 | Parcours |
| 3                                                                       | 13/06/1977 | Eastbourne   | Herbe (ext.)    | Katja Ebbinghaus Helga Masthoff     | Marjorie Blackwood Lisette Senn | 6-4, 4-6, 8-6 | Parcours |
|                                                                         |            |              |                 |                                     |                                 |               |          |
| 1978 - 1er tour (groupe mondial) - Nouvelle-Zélande - Canada - 3 : 0    |            |              |                 |                                     |                                 |               |          |
| 4                                                                       | 27/11/1978 | Melbourne    |                 | Judy Connor                         | Marjorie Blackwood              | 5-7, 6-4, 7-5 | Parcours |
|                                                                         |            |              |                 |                                     |                                 |               |          |
| 1979 - 1er tour (groupe mondial) - Canada - Australie - 0 : 3           |            |              |                 |                                     |                                 |               |          |
| 5                                                                       | 30/04/1979 | Madrid       | Terre (ext.)    | Dianne Fromholtz                    | Marjorie Blackwood              | 6-4, 6-2      | Parcours |
| 5                                                                       | 30/04/1979 | Madrid       | Terre (ext.)    | Kerry Reid Wendy Turnbull           | Marjorie Blackwood Lisette Senn | 8-6, 6-1      | Parcours |
|                                                                         |            |              |                 |                                     |                                 |               |          |
| 1980 - 1er tour (groupe mondial) - Canada - Yougoslavie - 1 : 2         |            |              |                 |                                     |                                 |               |          |
| 6                                                                       | 19/05/1980 | Berlin       | Terre (ext.)    | Mima Jaušovec                       | Marjorie Blackwood              | 6-2, 6-2      | Parcours |
| 6                                                                       | 19/05/1980 | Berlin       | Terre (ext.)    | Marjorie Blackwood Karen Dewis      | Mima Jaušovec Renata Sasak      | 3-6, 6-4, 6-4 | Parcours |
|                                                                         |            |              |                 |                                     |                                 |               |          |
| 1982 - 1er tour (groupe mondial) - Tchécoslovaquie - Canada - 2 : 1     |            |              |                 |                                     |                                 |               |          |
| 7                                                                       | 19/07/1982 | Santa Clara  | Dur (ext.)      | Hana Mandlíková                     | Marjorie Blackwood              | 6-2, 6-1      | Parcours |
| 7                                                                       | 19/07/1982 | Santa Clara  | Dur (ext.)      | Marjorie Blackwood Hélène Pelletier | Iva Budařová Helena Suková      | 6-3, 7-6      | Parcours |